# Nakuru AllStars FC (2005)
Nakuru AllStars ist ein kenianischer Fußballverein aus Nakuru, der seit 2014 in der Kenyan Premier League (KPL), der ersten Liga Kenias, spielt. Seine Heimspiele trägt der Verein im 8.200 Zuschauer fassenden Afraha Stadium aus.

## Geschichte
Der Verein spielte ab 2005 in der zweiten Liga Kenias, erst als St. Joseph Youth FC, ab 2008 als AC Nakuru. Dabei landeten sie außer 2008 immer im unteren Tabellendrittel.
Im Mai 2011 wurde AC Nakuru von Nakuru Allstars Calcio, Investoren unter der Leitung von Pierre Vendelboe – Mitgründer der dänischen Fußballwebsite bold.dk – und Robert Muthomi, gekauft. Geplant war in der Woche davor ein Kauf der Nairobi City Stars, von dem jedoch Verantwortliche des nairobischen Fußballvereins kurzfristig zurücktraten. Muthomi hatte vorher eine U-15-Mannschaft gegründet, die in die Struktur AC Nakurus eingegliedert wurde.
Ab August wurde der Verein in Nakuru AllStars umbenannt, als Anlehnung an die ehemaligen Nakuru AllStars und zweifachen Meister, das Heimstadion wechselte vom Afraha Stadium zum Nakuru Athletics Club. Neuer Trainer wurde der ehemalige Nationalspieler Simon Mulama, der vorherige Trainer Patrick Mudanya übernahm den Posten des Co-Trainers.
2012 landete der Verein in der Zone B der zweiten Liga auf dem vierten Platz, die bis dahin beste Position am Ende einer Saison. Anfang 2013 übernahm Peter Okidi den Trainerposten. Im gleichen Jahr fanden die Nakuru AllStars mit Menengai Oil Refineries einen neuen Sponsor. Der Vertrag läuft über drei Jahre, mit 2 Millionen K. Sh. pro Saison. Dafür wurde die Marke Top Fry der Menengai Oil Refineries in den Vereinsnamen übernommen.
2013 war der Fußballverein nach Abschluss der Saison eigentlich Dritter in der Zone B – Division 1, jedoch wurde nachträglich ein Unentschieden gegen Comply FC wegen eines falsch eingesetzten Spielers als Sieg für Nakuru AllStars gewertet und damit qualifizierten sie sich mit einem Punkt vor West Kenya Sugar FC für das Relegationsspiel.
Der Aufstieg in die KPL gelang durch einen 1:0-Sieg gegen Oserian FC, dem Sieger der Zone B – Division 2, mit einem Tor von Wilson Andati.
Durch den Aufstieg wechselten die Nakuru AllStars vom Nakuru Athletics Club zurück zum früheren Heimstadion Afraha Stadium.
Mit Saison 2014 übernahm Oliver Pagé, der in Kenia schon die Nairobi City Stars betreute, die Trainerfunktion von Peter Okidi, der Co-Trainer wurde. Er unterschrieb einen Vertrag über zwei Jahre.